# Alda (Nebraska)
Alda és una població dels Estats Units a l'estat de Nebraska. Segons el cens del 2000 tenia 652 habitants.

## Demografia
Segons el cens del 2000, Alda tenia 652 habitants, 237 habitatges, i 172 famílies. La densitat de població era de 719,3 habitants per km².
Dels 237 habitatges en un 42,6% hi vivien nens de menys de 18 anys, en un 54% hi vivien parelles casades, en un 13,1% dones solteres, i en un 27,4% no eren unitats familiars. En el 21,5% dels habitatges hi vivien persones soles el 3,8% de les quals corresponia a persones de 65 anys o més que vivien soles. El nombre mitjà de persones vivint en cada habitatge era de 2,75 i el nombre mitjà de persones que vivien en cada família era de 3,2.
Per edats la població es repartia de la següent manera: un 31,7% tenia menys de 18 anys, un 10,4% entre 18 i 24, un 31,6% entre 25 i 44, un 19,6% de 45 a 60 i un 6,6% 65 anys o més.
L'edat mediana era de 33 anys. Per cada 100 dones de 18 o més anys hi havia 99,6 homes.
La renda mediana per habitatge era de 34.583 $ i la renda mediana per família de 39.219 $. Els homes tenien una renda mediana de 24.375 $ mentre que les dones 19.722 $. La renda per capita de la població era de 18.259 $. Aproximadament el 7,6% de les famílies i el 8,6% de la població estaven per davall del llindar de pobresa.

## Poblacions més properes
El següent diagrama mostra les poblacions més properes.